# Aina Torres Pallarès
Aina Torres Pallarès (Barcelona, 26 de febrer de 1992) és una futbolista catalana.
Migcampista, es formà al planter del Futbol Club Barcelona, debutant amb l'equip B la temporada 2008-09 a la Segona Divisió Femenina. El 2010 es trasllàda als Estats Units per continuar els seus estudis a la Universitat de Mercyhurst de Pennsilvània. Competí amb l'equip universitari a la lliga de la National Collegiate Athletic Association durantes dues temporades. Fou seleccionada en l'equip rookie de l'any. La temporada 2015-16 debutà a la lliga espanyola amb el Reial Club Deportiu Espanyol i la temporada següent competí amb el Santa Teresa d'Extremadura (2016-18). El juny de 2018 fitxà pel Soyaux de la lliga francesa i, durant l'estiu d'aquell any, jugà a la Women's Premier Soccer League americana amb el Houston Aces, marcant quatre gols en vuit partits. Posteriorment, jugà al Pink Sport Time de la Sèrie A (2019-20), Córdova (2020-21), Santa Teresa (2021-22) i Ternana Calcio (2022). L'hivern de 2023 competí de nou amb el RCD Espanyol i la temporada següent fitxà pel Club Esportiu Europa.